# NGC 1076
NGC 1076 je čočková galaxie v souhvězdí Velryby, blízko hranici se souhvězdím Eridanus. Její zdánlivá jasnost je 12,7m a úhlová velikost 2,0′ × 1,1′. Je vzdálená 92 milionů světelných let, průměr má 55 tisíc světelných let. Galaxii objevil 29. prosince 1885 Lewis Swift.